# Consalvo Sanesi
 Consalvo Sanesi  va ser un pilot de curses automobilístiques italià que va arribar a disputar curses de Fórmula 1.
Consalvo Sanesi va néixer el 28 de març del 1911 a Terranuova Bracciolini, Arezzo, Itàlia. Va morir el 28 de juliol del 1998 a Milà, Llombardia.

## A la F1
Va participar en la setena cursa de la història de la Fórmula 1 disputada el 13 de setembre del 1950, el GP d'Itàlia, que formava part del campionat del món de la temporada 1950 de F1, on va participar en aquesta única cursa.
Consalvo Sanesi va participar en cinc curses puntuables pel campionat de la F1, al llarg de dues temporades, 1950 i 1951.
Sanesi també va disputar nombroses curses no puntuables pel mundial de la F1 (inclòs el Campionat d'Europa).

## Resultats a la Fórmula 1
| Any  | Equip                   | Xassís     | Motor      | 1     | 2   | 3       | 4      | 5     | 6   | 7       | 8   | Posició | Punts |
| ---- | ----------------------- | ---------- | ---------- | ----- | --- | ------- | ------ | ----- | --- | ------- | --- | ------- | ----- |
| 1950 | Scuderia Alfa Romeo SpA | Alfa Romeo | Alfa Romeo | GBR   | MON | 500     | SUI    | FRA   | BEL | ITA Ret |     | -       | 0     |
| 1951 | Scuderia Alfa Romeo SpA | Alfa Romeo | Alfa Romeo | SUI 4 | 500 | BEL Ret | FRA 10 | GBR 6 | ALE | ITA     | ESP | 12      | 3     |

### Resum
| Curses: | Victòries: | Pòdiums: | Poles: | Voltes ràpides: | Punts: |
| ------- | ---------- | -------- | ------ | --------------- | ------ |
| 5       | 0          | 0        | 0      | 0               | 3      |